# Önder Turacı
Önder Turacı, né le 14 juillet 1981 à Liège, en  Belgique, est un joueur de football international turc. Il compte six sélections avec l'équipe nationale turque.

## Carrière
Önder Turacı signe son premier contrat professionnel avec le Standard de Liège en 1998. En 2000, il est prêté en milieu de saison avec quelques-uns de ses coéquipiers au club de Visé alors dans le fond du classement de deuxième division. Le Standard souhaitait que ses joueurs gagnent en expérience en rencontrant une pression plus importante que dans l'équipe réserve. Turaci reste six mois à Visé jusqu'au mercato de l'été 2000. Durant cette période, l'entraîneur Christian Labarbe aligne Turaci dans l'axe de la défense. C'est le premier entraîneur à lui faire confiance à ce poste. La relégation de Visé en troisième division à la fin de la saison est pour Turaci une « expérience douloureuse mais enrichissante ».
Brièvement de retour au Standard, le défenseur est à nouveau prêté dès le mois d'août 2000, cette fois à la Royale Association Athlétique Louviéroise (RAAL) tout juste promue en D1 belge. Turaci déclare en 2006: « La Raal, c'est vraiment le début de ma carrière ». Il se révèle ainsi à la Louvière et à la fin de la saison, le prêt est prolongé d'une année supplémentaire. Il revient au Standard durant l'été 2002. Il joue alors surtout à droite ou plus rarement dans l'axe, apportant une certaine stabilité à la défense liégeoise.
En juin 2004, il rejoint un club de son pays d'origine en signant un contrat de quatre ans avec Fenerbahçe. Ce transfert est dû en partie à la présence de l'entraîneur allemand Christopher Daum qui suit alors Turaci depuis quelque temps et voit en lui un joueur qu'il recherche. En Turquie, Turaci évolue comme défenseur central, un poste qu'il affectionne, et devient un joueur incontournable de son équipe. En juillet 2008, après avoir failli être transféré au FC Moscou, Turaci prolonge à Fenerbahçe à la demande du club. Avec Fenerbahçe, entre 2005 et 2010, Turaci participera à quatre finales de la Coupe de Turquie, remportera deux fois le championnat et gagnera la Supercoupe de Turquie à deux reprises.
En septembre 2010, en fin de contrat, il rejoint un autre club turc, Kayserispor où il ne s'impose pas.
En juillet 2011, le Mersin Idman Yurdu SK fraichement promu en Super Lïg turque l'engage. Un mois plus tard, la direction préfère se séparer de Turaci.

## Carrière en tant qu'international
L'histoire de la sélection de Turaci en équipe nationale est mouvementée. Le joueur possède la double nationalité belgo-turque. Turaci joue d'ailleurs avec l'équipe espoir belge et est frustré du manque de confiance d'Aimé Anthuenis, le sélectionneur belge, qui ne le reprend pas en équipe nationale. Il finit donc par se tourner vers la Turquie. Il joue trois matchs amicaux pour la Turquie en 2004 et s'assied sur le banc turc lors des premiers matchs de qualifications pour la Coupe du monde 2006 La FIFA fait alors savoir qu'elle refuse sa sélection avec la Turquie. Le règlement entré en vigueur le 1er janvier 2004, prévoit qu'un joueur puisse changer de nationalité sportive jusqu'à ses 21 ans révolus avec une possibilité pour les joueurs plus âges de demander une dérogation dans les 12 mois qui suivent l'adoption de ce règlement. Turaci a changé de nationalité sportive à l'âge de 23 ans et la demande n'a été envoyée que fin janvier 2005, soit moins d'un mois trop tard. La FIFA refuse donc sa sélection turque, tout en précisant que le joueur peut joueur pour la Belgique. En février 2006, le nouveau sélectionneur belge René Vandereycken fait appel à Turaci pour un match amical contre le Luxembourg. Bien que ce match amical n'entre pas en compte pour les questions de nationalité sportive auxquelles est confronté le défenseur, celui-ci refuse sa sélection, préférant jouer pour la Turquie. En 2008, Turaci revient sur sa position et déclare être désireux de joueur pour la Belgique, espérant recevoir « une deuxième chance de prouver » ce qu'il vaut « sous le maillot de l’équipe nationale » belge. En juin 2009, la FIFA revoit son règlement et permet le changement de nationalité sportive aux joueurs plus âgés. Turaci opte alors définitivement pour la Turquie et joue trois matchs pour ce pays en 2009.

## Palmarès
- 2 fois Champion de Turquie en 2005 et 2007 avec Fenerbahçe
- Vainqueur de la Supercoupe de Turquie en 2007 et 2009 avec Fenerbahçe

## Vie privée
En août 2011, son épouse, la miss Bruxelles Ayse Ozdemir, déclare avoir été frappée violemment durant des heures par son mari et avoir demandé le divorce. Önder Turacı réagit dans les jours suivants en démentant avoir frappé sa femme et en se disant prêt à porter plainte pour « ces propos injurieux, diffamatoires et calomnieux ». Néanmoins, le 7 août 2011, une ancienne fiancée de Turacı, Kübra Aslan, déclare aux médias turcs qu'elle aussi avait été victime de violences conjugales de la part de Turacı,,.